# 25942 Walborn
25942 Walborn este o planetă minoră (asteroid), cu un diametru de 7,979 km, din centura de asteroizi. A fost descoperită pe 2 martie 2001 la Stația Anderson Mesa de Lowell Observatory Near-Earth-Object Search. 
Obiectul prezintă o orbită caracterizată de o semiaxă mare de 3,0912015 UAi, o excentricitate de 0,22, o înclinație de 3,27215 ° în raport cu ecliptica.